# 御影村 (山梨県)
御影村（みかげむら）は山梨県中巨摩郡にあった村。現在の南アルプス市北東端、御勅使川右岸にあたる。

## 地理
- 河川：釜無川、御勅使川

## 歴史
- 1875年（明治8年）4月14日 - 巨摩郡六科（むじな）村・野牛島（やごしま）村・上高砂村が合併して御影村となる。
- 1878年（明治11年）7月22日 - 郡区町村編制法の施行により、御影村が中巨摩郡の所属となる。
- 1889年（明治22年）7月1日 - 町村制の施行により、御影村が単独で自治体を形成。
- 1956年（昭和31年）5月3日 - 田之岡村と合併して八田村が発足。同日御影村廃止。

## 交通

### 道路
- 国道52号

現在は旧村域を中部横断自動車道、甲西道路が通過するが、当時は未開通。